# Crandallita
La crandallita es un mineral que contiene fosfato de calcio y aluminio, además de grupos hidroxilo. Inicialmente, fue descubierta bajo el nombre de "Kalkwavellit" o "wavellita cálcica" en ejemplares encontrados en dos explotaciones de fosfatos cercanas a Dehrn y Ahlbach, en Alemania. Posteriormente, fue identificada como "crandallita" a partir de muestras halladas en cavidades de una masa de cuarzo y baritina en la mina Brooklyn, ubicada en Silver City, distrito de Tintic, Juab, en Utah, Estados Unidos, convirtiéndose así en su localidad tipo. El nombre es un homenaje al ingeniero de minas estadounidense  Milan Lucian Crandall Jr. (1880-1959). Ha recibido también con cierta frecuencia el nombre de pseudovawellita.

## Propiedades físicas y químicas
La crandallita es el análogo de fosfato de la arsenocrandallita y el análogo de calcio de la plumbogummita. Cuando es pura, es de color blanco. Además de los elementos presentes en la fórmula, suele contener hierro (que le da color amarillo, muy frecuente en este mineral), y según los yacimientos, arsénico, bario o estroncio, Se presenta como agregados microcristalinos,  costras con superficie botrioidal, esférulas, formaciones radiadas que pueden superar el centímetro de radio y como microcristales, generalmente aciculares, y muchos más raramente romboédricos. Es frecuente como pseudomorfosis de otros minerales.

## Yacimientos
La crandallita es un mineral relativamente frecuente, observado en más de 200 localidades en el mundo. Generalmente aparece como fosfato secundario, formado por alteración de otros minerales, a los que a veces pseudomorfiza, o en formaciones de fosfatos sedimentarios. Ocasionalmente aparece en cavidades de pegmatitas. Entre los yacimientos esta el de Llallagua en Bolivia, en el que aparece como tapices de microcristales sobre cuarzo y casiterita. En forma compacta, se encuentra como un producto de alteración, el primero en formarse, en los nódulos de variscita de Fairfield, Utah en Estados Unidos. En España se ha encontrado como pseudomorfosis de cristales de fluellita.